# Dni Arabów
Dni Arabów (arab. أﻳﺎﻢ ﺍﻟﻌﺮﺏ Ayyām al-ʿArab) to opowieści o wyprawach, wojnach i potyczkach plemiennych Beduinów, będące jednym z gatunków prozy okresu dżahilijji (oryg. ǧāhiliyyah). Początkowo przekazywane były tylko w tradycji ustnej, później zapisywane przez poetów i historyków arabskich. Najbardziej znanym utworem należącym do tego gatunku jest "Wojna Basus".